# Batatais (gemeente)
Batatais is een gemeente in de Braziliaanse deelstaat São Paulo. De gemeente telt 56.476 inwoners (schatting 2009).

## Aangrenzende gemeenten
De gemeente grenst aan Altinópolis, Brodowski, Franca, Jardinópolis, Nuporanga, Patrocínio Paulista, Restinga, Sales Oliveira en São José da Bela Vista.

## Geboren in Batatais
- Algisto Lorenzato (1910-1960), voetballer met bijnaam Batatais